# 弗罗茨瓦夫主教座堂

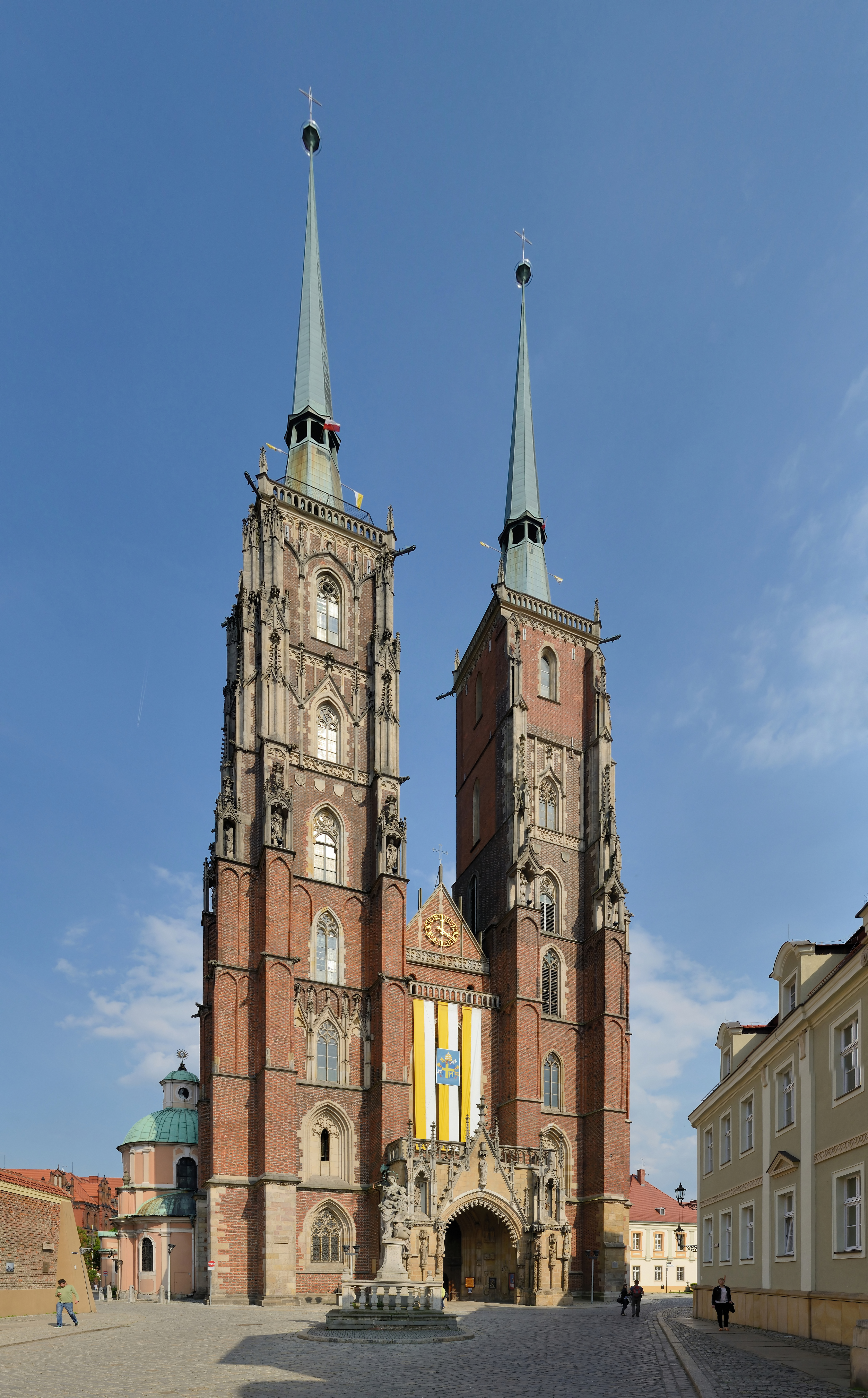
弗罗茨瓦夫主教座堂

弗罗茨瓦夫圣若翰洗者主教座堂（波兰语：św. Jana Chrzciciela，德语：Breslauer Dom）是天主教弗罗茨瓦夫总教区的主教座堂，位于波兰城市弗罗茨瓦夫的座堂岛（Ostrów Tumski），是一座哥特式建筑，部分为新哥特式。现存建筑是同一地点的第四座教堂。
在这个地点上建造的第一座教堂兴建于10世纪，为石砌建筑。1000年以后，教区成立时，代之以更大的巴西利卡结构。第一座教堂毁于大约1030年。
此后在原地重建了一个更大的罗曼式教堂，1158年加以扩建，部分后来重建为哥特式风格。1244年，为该市第一座砖砌建筑。
1540年6月19日，一场大火摧毁了屋顶，16年后重建为文艺复兴建筑风格。1759年6月9日，另一场大火烧毁了钟楼、屋顶、圣器室。损失在此后150年缓慢得到修复。在19世纪，内部和西侧重建为新哥特风格。20世纪初，重建了毁于1759年大火的钟楼。
1945年，苏联红军围攻该市时，主教座堂几乎被完全摧毁。重建工程持续到1951年。钟楼的锥顶修复于1991年。
弗罗茨瓦夫主教座堂拥有波兰最大的管风琴（曾经是世界最大的管风琴）。